# Kung Fu Fighting
«Kung Fu Fíghting» — песня, написанная и исполненная Карлом Дугласом. Сингл был выпущен в 1974 году, на пике повального увлечения азиатскими фильмами, и быстро поднялся на вершину британских и американских хит-парадов. «Kung Fu Fighting» занимал первую строчку среди соул-исполнителей в течение недели.
Песня первоначально планировалась для второй стороны сингла «I Want to Give You My Everything» и была записана в последние оставшиеся 10 минут студийного времени. Сингл имел чрезвычайный успех, было продано 11 миллионов копий во всем мире. Перезаписана в 1998 году группой Bus Stop.

## Влияние на культуру
Песня использовалась в качестве саундтрека к множеству фильмов и телепередач, среди которых «Город Бога», «Ниндзя из Беверли-Хиллз», телесериал «Клиника», «Клёвый парень», «Убойный футбол», мультфильм «Кунг-Фу Панда», «Кунг-Фу Панда 2», «Кунг-Фу Панда 3», «Симпсоны», «Могучие морфы: Рейнджеры силы», «Маленький Манхэттен», «Дежурный папа», «Нет вестей от Бога», «Час пик 3», «Бывает и хуже», «Очень эпическое кино», телесериал «Отец Тед», «Американская семейка» и др.

## Чарты
| Чарт (1974—1975)                             | Высшая позиция |
| -------------------------------------------- | -------------- |
| Австралия (Kent Music Report)                | 1              |
| Австрия (Ö3 Austria Top 40)                  | 1              |
| Бельгия (Ultratop 50)                        | 1              |
| Великобритания (UK Singles Chart)            | 1              |
| Ирландия (IRMA)                              | 1              |
| Канада (RPM)                                 | 1              |
| Нидерланды (Dutch Top 40)                    | 1              |
| Нидерланды (Dutch Single Top 100)            | 1              |
| Новая Зеландия (New Zealand Albums Chart)    | 1              |
| Норвегия (VG-lista)                          | 3              |
| США (Billboard Hot 100)                      | 1              |
| США (Hot Disco Singles, по версии Billboard) | 3              |
| США (Hot Soul Singles, по версии Billboard)  | 1              |
| США (Top 100, по версии Cashbox)             | 1              |
| США (Record World Singles)                   | 1              |
| Франция (IFPO)                               | 1              |
| ФРГ (Official German Charts)                 | 1              |
| Финляндия (Suomen virallinen lista)          | 1              |
| Швейцария (Schweizer Hitparade)              | 2              |
| ЮАР (Springbook Radio)                       | 1              |

| Чарт (1974)                   | Позиция |
| ----------------------------- | ------- |
| Австралия (Kent Music Report) | 22      |
| Бельгия (Ultratop 50)         | 8       |
| Канада (RPM)                  | 18      |
| Нидерланды (Dutch Top 40)     | 9       |
| Франция (IFOP)                | 5       |
| ЮАР (Springbook Radio)        | 2       |

| Чарт (1975)                   | Позиция |
| ----------------------------- | ------- |
| Австралия (Kent Music Report) | 53      |
| Австрия (Ö3 Austria Top 40)   | 5       |
| США (Billboard Hot 100)       | 14      |
| США (Cashbox Pop Singles)     | 11      |

| Чарт (1958—2018)     | Позиция |
| -------------------- | ------- |
| US Billboard Hot 100 | 443     |

## Сертификация
| Страна               | Сертификат | Количество продаж |
| -------------------- | ---------- | ----------------- |
| Великобритания (BPI) | Золотой    | 500 000           |
| США (RIAA)           | Золотой    | 1 000 000         |